# سانتا كروز ديل فالي أوربايون
بلدية سانتا كروز ديل فالي أوربايون (بالإسبانية: Santa Cruz del Valle Urbión)‏, هي إحدى بلديات مقاطعة برغش, التي تقع في منطقة قشتالة وليون, والتي تقع في شمال غرب إسبانيا.
يبلغ عدد سكانها 119 نسمة وفقاً لإحصائية سنة (2002).